# Distrikt Pisuquía
Der Distrikt Pisuquía ist einer der 21 Distrikte, welche die Provinz Luya in der Region Amazonas, Peru, bilden. Der Distrikt hat eine Fläche von 306,5 km². Die Einwohnerzahl betrug beim Zensus 2017 4768. Die Distriktverwaltung befindet sich in Yomblón.

## Geographische Lage
Er grenzt im Norden an den Distrikt Ocumal, im Osten an den Distrikt Longuita, den Distrikt María und den Distrikt Luya, im Süden an den Distrikt Lonya Chico und den Distrikt Ocallí und im Westen an den Distrikt Camporredondo.
Zum Distrikt gehört auch der schwer erreichbare Ort Huaranguillo.

## Dörfer und Gehöfte im Distrikt Pisuquía
| - Yomblón - Pan de Azúcar - El Pueblo - Pacay - Bazán - San Pedro - Duraznillo - Espital - Santa Rosa - San Juan - Tribulón - La Unión Soscomal - Chinguil - Mangulón - Lanche | - Pueblo Nuevo - Tulalón - Chahuarpata - Ondol - Mangalpa - Chicles - Limabamba - Pircapampa - Lansetilla - Tulic - Santa Cruz - Estanque - San José - Huaranguillo - Naranjos - Cuype | - Lugmacucho - San Rafael - El Rejo - Paujamarca - San Miguel de Poro Poro - Alto Perú - Limón - Lloque - Santa Apolonia - Tupen Grande - Achupilla - Bóveda - Monterico - Nueva Libertad - Pagcha - Lanchi Punta | - Choro Pampa - Las Corontas - Marañón - Potrero - Culluhuay - Danjamal - San Ramón - Colmal - Membrillo - Pueblo Libre - Paquiguas - Buenos Aires | - Lirio - Pisuquia - Saquilillo - San Lucas Grande - San Lucas Chico - Taquepique - Nueva Arica - Santa María |